# Salmon River State Forest

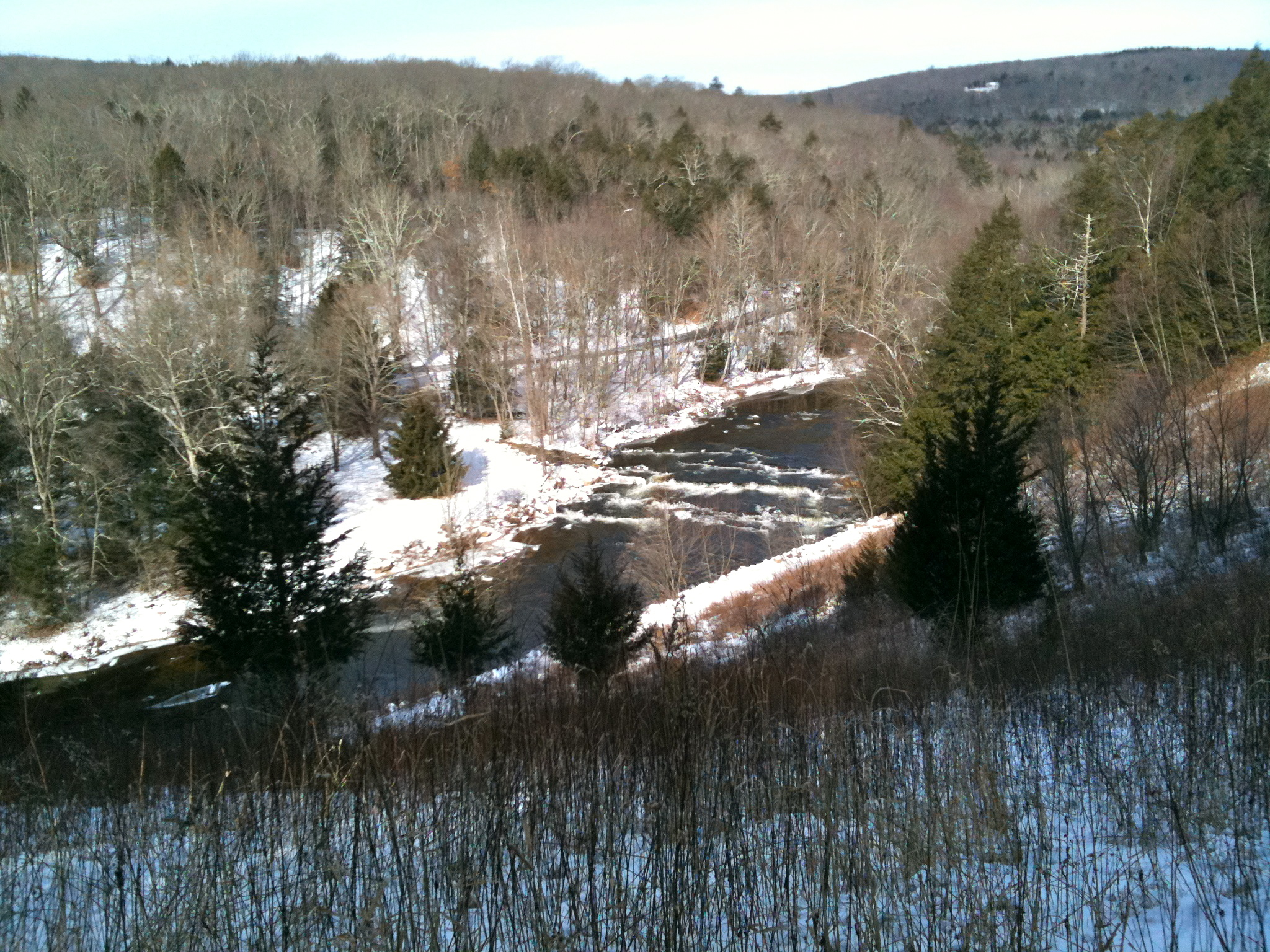
Blick flussaufwärts von Comstock Bridge gesehen vom Salmon River Trail.

Salmon River State Forest ist ein State Forest im US-Bundesstaat Connecticut auf dem Gebiet der Gemeinden Hebron, Marlborough, Colchester, East Haddam und East Hampton. Er umfasst mittlerweile 2794 ha (6000 acre) Land, davon 530 ha, die von der Regierung der Vereinigten Staaten gepachtet sind.

## Geographie
Das State Board of Fisheries and Game erwarb 1934 die ersten Landstücke. Das Gebiet zeichnet sich aus durch gute Fischgewässer, wie Dickenson Stream, Blackledge River, Jeremy River und Fawn Brook, die oberhalb von Comstock's Bridge in den Salmon River münden. Comstock's Bridge ist die letzte verbleibende überdachte Brücke im Osten von Connecticut. Sie überbrückt den Fluss in der Nähe der Route 16 in East Hampton. Weitere wichtige Verkehrslinien sind die 'Connecticut State Road 2 und die Connecticut Route 66. Weiter nördlich am Blackledge River liegt auch der Gay City State Park.

## Freizeitmöglichkeiten
Im Forst gibt es eine ganze Anzahl von Wanderwegen. Dazu gehören der Salmon River Trail und ein Abschnitt des Air Line State Park Trail. Angelmöglichkeiten umfassen ein Gebiet zum Fliegenfischen, das behindertengerecht ist, und ein Gebiet für kriegsversehrte Veteranen. Darüber hinaus bieten sich Möglichkeiten zum Jagen, Picknicken und Mountainbiken und für andere Outdoor-Aktivitäten.